# Cesiu
Cesiul este un element chimic din grupa metalelor alcaline cu simbolul Cs și cu numărul atomic 55. Din punct de vedere fizic, metalul este moale, de culoare argintiu-aurie, cu un punct de topire de 28 °C (82 °F), aceasta făcându-l unul dintre singurele cinci metale care se pot afla în stare lichidă sau într-o stare de trecere dintre starea lichidă și cea solidă la temperatura camerei.  Cesiul este un metal alcalin și are proprietăți fizico-chimice asemănătoare cu cele ale rubidiului și ale potasiului. Metalul este foarte reactiv și piroforic, reacționând cu apa la o temperatură de cel puțin −116 °C (−177 °F). Este elementul cu cea mai mică electronegativitate având un izotop stabil (Cesiu-133). Metalul este extras din polucit, în timp ce radioizotopii (în special cesiu-137) sunt separați din combustibilul nucleat epuizat.
Cesiul a fost descoperit de către doi chimiști germani, Robert Bunsen și Gustav Kirchhoff în anul 1860 cu ajutorul liniei sale spectroscopice. Prima utilizare pe scară redusă a elementului a fost cea de "reducător" (sau getter) în tuburi cu vid și în celule fotoelectrice. În 1967, perioada specifică de tranziție între cele două niveluri hiperfine ale stării fundamentale ale izotopului cesiu-133 a fost ales de către Sistemul internațional de unități la baza definirii etalonului pentru secunda. Încă de atunci, cesiul a fost utilizat, pe scară largă, ca oscilator cuantic  pentru  ceasuri atomice.
Din anii 1990, cea mai însemnată utilizare a elementului este aceea de substanță de umplutură pentru lichidele de forat folosite pentru a atenua găurirea din timpul forării. Cesiul mai are o gamă largă de aplicații în producerea electricității, în aparate electronice și în chimie. Radioizotopul cesiu-137 are un timp de înjumătățire de aproximativ 30 de ani și este folosit în medicină, măsurători și hidrologie. Deși elementul nu este foarte toxic, este periculos și exploziv, iar izotopii săi prezintă un risc ridicat în caz de scurgere radioactivă.

## Istoric

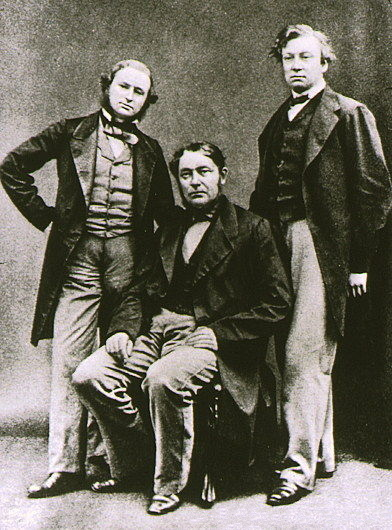
Gustav Kirchhoff (stânga) și Robert Bunsen (centru) au descoperit spectroscopicitatea cesiului

În 1860, Robert Bunsen și Gustav Kirchhoff au descoperit cesiul în apa minerală provenită din Dürkheim, Germania. Datorită liniilor spectroscopice de culoare albastră intensă, cesiul și-a primit numele după cuvântul latin caesius, ce înseamnă albastru-celestin.  Cesiul a fost primul element descoperit cu ajutorul spectrului, la un an după inventarea spectroscopului.
Pentru a obține o mostră pură de cesiu, 44.000 de litri de apă minerală au fost evaporați, rămânând 240 kg de soluție concentrată de săruri. În cele din urmă, cesiul a fost precipitat sub formă de sulfat sau oxalat. După conversia cesiului în azotat și după extracția cu etanol, s-a obținut un amestec cu sodiu. Din acest amestec, litiul a fost precipitat cu carbonat de amoniu, iar potasiul, rubidiul și cesiul au format săruri insolubile cu acidul cloroplatinic, însă aceste săruri prezentau diferențe în solubilitate în apa fierbinte. Prin urmare, hexacloroplatinatul de cesiu și rubidiu ((Cs,Rb)2PtCl6) putea fi separat din amestec prin cristalizare fracționată. După reducerea compusului cu hidrogen, cesiul și rubidiul au putut fi separați datorită diferenței de solubilitate a carbonaților săi în alcool. Din toți cei 44.000 de litri de apă minerală, s-a obținut 9,2 grame de clorură de rubidiu și 7,3 grame de clorură de cesiu.
Cei doi savanți au folosit clorura de cesiu astfel obținută pentru a estima masa atomică a noului element la 123,35 uam (deși astăzi a fost recalculată la 132,9 uam). Aceștia au încercat să obțină cesiu elementar prin electroliza clorurii de cesiu în topitură, dar, în loc să obțină ceea ce au dorit, ei au generat o substanță albastră omogenă „ce nu putea fi văzută nici cu ochiul liber, dar nici cu microscopul”; savanții au crezut că au obținut un compus ne-stoichiometric cu formula (Cs
2Cl). De fapt, ei au produs, cel mai probabil, un amestec coloidal de metal și clorură de cesiu. Electroliza soluției apoase de clorură cu anod lichid de mercur produce un amalgam ce se descompune rapid sub influența apei. Metalul pur a fost izolat, în cele din urmă, de către chimistul german Carl Setterberg în timp ce își pregătea lucrarea de doctorat cu Kekulé și Bunsen. În 1882, acesta a produs cesiu metalic prin electroliza cianurii de cesiu, iar astfel a fost rezolvată problema clorurii de cesiu.
Din punct de vedere istoric, cele mai importante utilizări ale cesiului au fost în cercetarea științifică și în dezvoltare, mai ales în domeniul chimic. Câteva aplicații ale cesiului existau încă din anii 1920, când a început să fie folosit în tuburi cu vid, unde a avut două funcții: ca epurator (înlătura excesul de oxigen de după fabricare) și ca strat deasupra catodului de încălzire, pentru a crește conductivitatea electrică a acestuia. Cesiul nu a fost recunoscut ca un metal cu utilizări industriale înainte de anii 1950. Printre aplicațiie cesiului non-radioactiv menționăm aplicațiile în celule fotovoltaice, în tuburi fotomultiplicatoare, în componentele optice ale spectrofotometrelor cu raze infra-roșii, în cataliza unor reacții organice și în  generatorul magnetohidrodinamic.
Încă din 1967, Sistemul internațional de unități a utilizat cesiul pentru a crea etalonul secundă, definind secunda ca o perioadă de 9.192.631.770 cicluri ale radiației, ce corespund dezintegrării radioactive a atomului de cesiu-133. În urma celei de a 13-a ediție a General Conference on Weights and Measures din 1967, secunda a fost denumită (definită) ca „durata a 9.192.631.770 cicluri a luminii cu microunde absorbită sau emisă de către tranzițiile hiperfine ale atomilor de cesiu-133”.

## Proprietăți

### Fizice

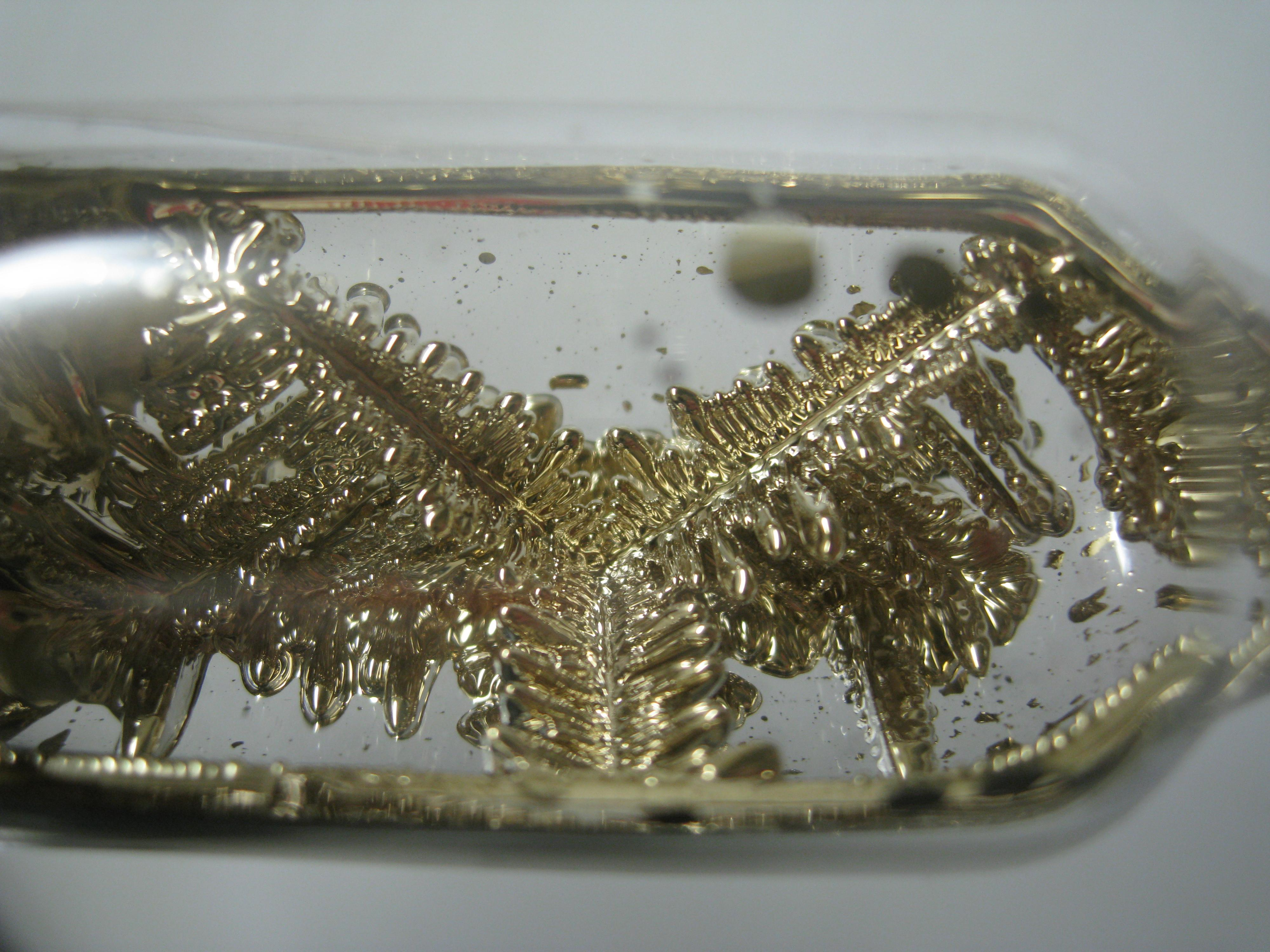
Eșantion de cesiu-133 de mare puritate sub o atmosferă de argon

Cesiul este un metal foarte moale (are cea mai mică duritate pe Scara Mohs dintre toate elementele, de 0,2), ductil, de culoare alb-argintie, ce prezintă o tentă argintiu-aurie în prezența oxigenului. Are un punct de topire de 28,4 °C, devenind astfel unul dintre singurele metale lichide la temperatura camerei, iar mercurul este singurul metal cu temperatura de topire mai mică decât cesiul.  În plus, metalul are și cel mai redus punct de fierbere, după mercurul, dintre metalele, de 641 °C. Compușii săi au culoarea albastră în timpul arderii într-o flacără  deschisă.

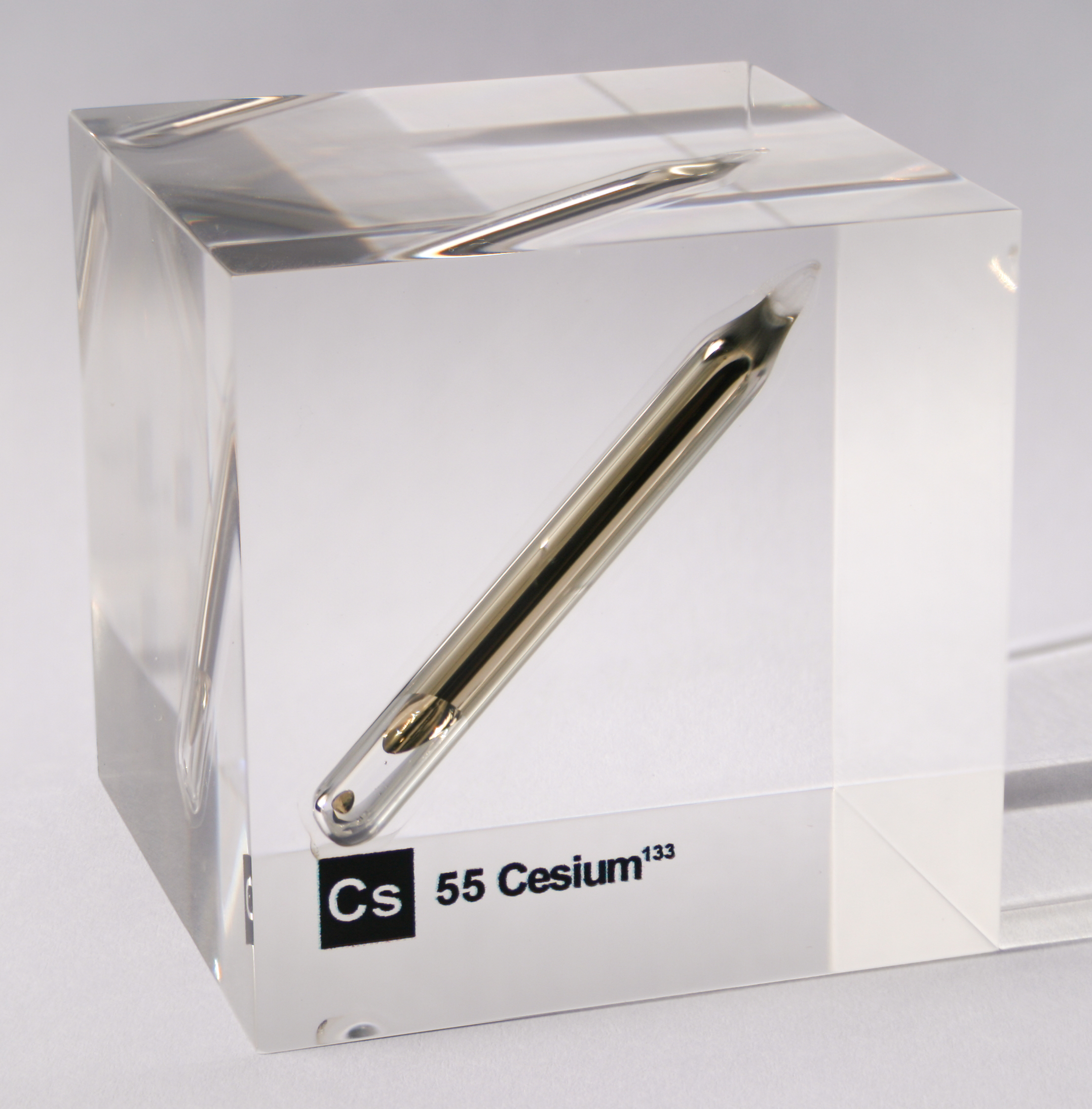
Cub din acrilic cu cesiu, confecționat în scop educativ

Cesiul formează și aliaje cu alte metale alcaline și cu aurul și amalgamuri chimice cu mercurul. La temperaturi sub 650 °C, acesta formează aliaje cu cobaltul, fierul, molibdenul, nichelul, platina, tantalul și wolframul. Poate forma, totodată, și compuși intermetalici fotosensibili cu stibiul, galiul, indiul și toriul. Cesiul se poate amesteca cu celălalte metale alcaline (excepție litiul), iar aliajul cu compoziția 41% cesiu, 47% potasiu și 12% sodiu are cel mai mic punct de topire dintre toate aliajele metalelor, de −78 °C. Au mai fost studiate și alte amalgamuri: CsHg2 (ce este de culoare neagră și posedă luciu metalic) și CsHg (ce este galben și posedă tot luciu metalic).

### Chimice
Cesiul metalic este foarte reactiv și foarte piroforic. În plus, se aprinde în mod spontan în aer și reacționează cu apa la temperaturi reduse, în urma reacției având loc explozii relativ periculoase. Reacția cu apa solidă poate avea loc la temperaturi mai mici de −116 °C. Din cauza reactivității sale ridicate, este clasificat ca fiind un material periculos și nu poate fi transportat, ca și sodiul, decât în hidrocarburi saturate uscate, ca de exemplu în uleiuri minerale. Mai poate fi păstrat și în atmosferele de gaze inerte, ca cea de argon, sau în fiole din sticlă de borsilicat sigilate cu vid. Când este păstrat în cantități mai mari de 100 grame, cesiul este sigilat în containere din oțel inoxidabil.
Caracteristicile chimice ale cesiului sunt similare cu cele ale metalelor alcaline, dar mai degrabă, acestea se asemănă cu cele ale rubidiului, elementul chimic situat deasupra cesiului în tabelul periodic al elementelor. Însă, pot apărea mici diferențe între proprietățile chimice datorită masei atomice și a electropozitivității foarte mari. Cesiul este cel mai electropozitiv element cu izotopi stabili.  Ionii de cesiu sunt, de asemenea, grei și mai puțin duri decât al ionilor de metale alcaline.

### Compuși

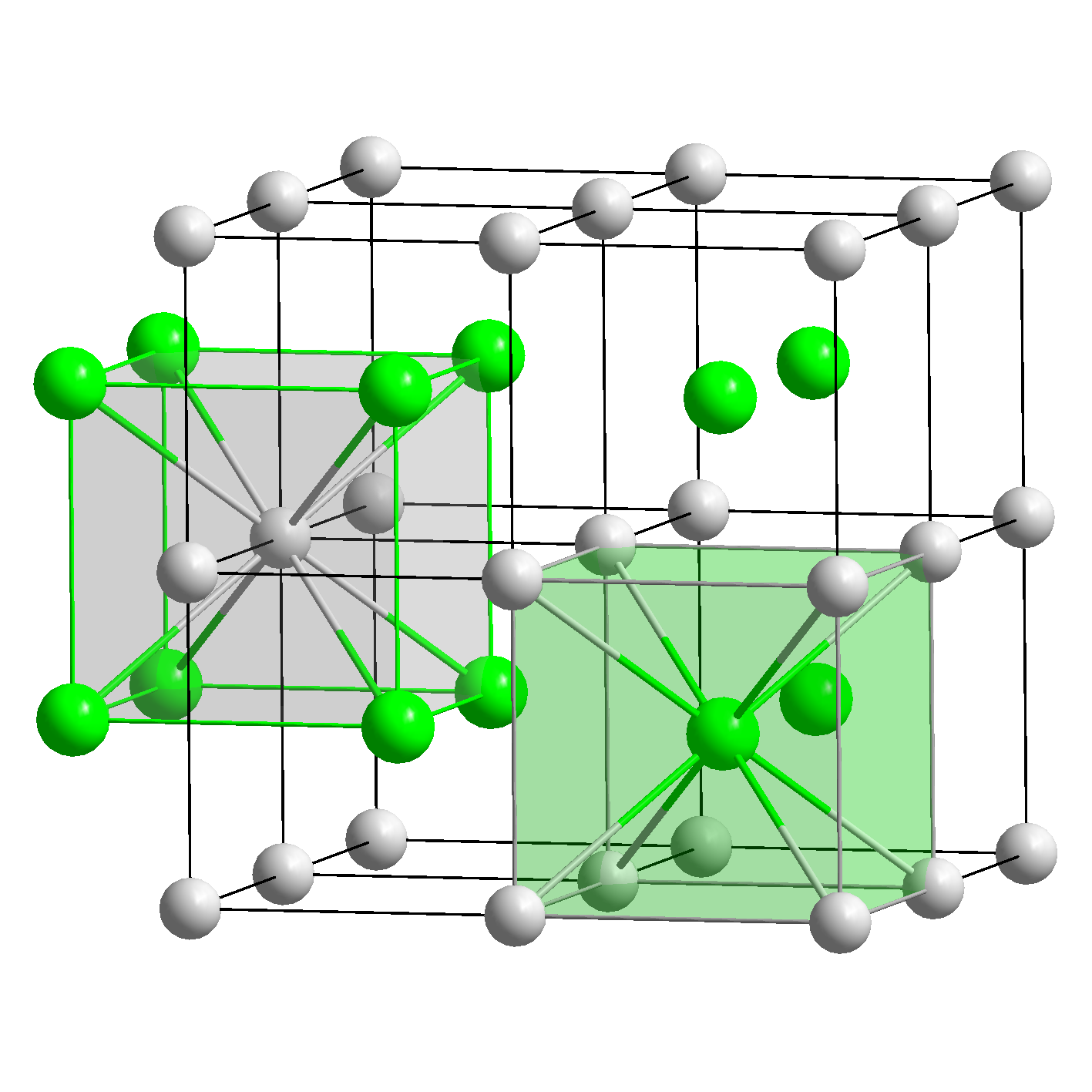
Modelul coordinării cubice a Cs și Cl în CsCl

Cea mai mare parte a compușilor cesiului conțin cationul Cs+ ce se poate combina prin legături ionice cu un mare număr de anioni. O excepție notabilă este anionul de cesiură (Cs-). Alte câteva excepții sunt suboxizii (vezi secțiunea oxizi). 
Sărurile ionului Cs+ sunt incolore, deși anionul în sine este colorat. Majoritatea acestora sunt higroscopice, dar acest fenomen este mai puțin prezent decât în cazul sărurilor altor metale alcaline. Fosfatul, acetatul, carbonatul, compușii halogenici, oxidul, azotatul și sulfatul de cesiu sunt solubili în apă. Sărurile duble (adică cele formate din mai mulți cationi și anioni diferiți) sunt adesea greu solubile; însă, această insolubilitate poate avea și aplicații. De exemplu, datorită solubilității scăzute a sulfatului de cesiu și aluminiu, compusul este folosit la purificarea cesiului din minereuri. Sărurile duble cu stibiu (ca de exemplu, CsSbCl
4), bismut, cadmiu, cupru, fier și plumb sunt, de asemenea, puțin solubile.
Hidroxidul de cesiu (CsOH) este o bază foarte puternică și higroscopică. Compusul poate fi folosit la decaparea semiconductoarelor, cum sunt siliciul și germaniul. Hidroxidul de cesiu a fost considerat de chimiști ca „cea mai puternică bază”, fapt datorat atracției slabe dintre ionul Cs+ foarte greu și OH– mai ușor. CsOH este într-adevăr cea mai puternică bază Arrhenius, însă un număr de compuși care nu există în soluții apoase, precum amida de sodiu (NaNH2) și n-butil-litiul (C4H9Li), sunt baze și mai puternice.
Prin reacția unui amestec stoichiometric de cesiu și aur se formează compusul aurura de cesiu.

#### Compuși complecși
Ca toți cationii metalelor, ionul Cs+ formează compuși complecși în soluțiile bazelor Lewis. Adesea, din cauza greutății sale, Cs+ adoptă numere de coordinare mai mari ca șase, acestea fiind tipice pentru cationii metalelor alcaline ușoare. Această tendință este deja evidențiată în clorura de cesiu (CsCl), unde numărul de coordinare este opt. Moliciunea și numărul de coordinare mare al ionului Cs+ sunt motive principale pentru separarea sa de alți cationi, putând fi folosit la separarea deșeurilor nucleare, unde 137Cs+ este separat de K+ ce nu este radioactiv.

#### Compuși halogenați
Clorura de cesiu (CsCl) cristalizează în sistemul cristalin cubic. Cunoscut și sub denumirea de „structura clorurii de cesiu” , acest model structural este compus dintr-o rețea cubică cu doi atomi la bază și cu numărul de coordinare opt; atomii de clor sunt dispuși deasupra rețelei, la marginea cubului, în timp ce atomii de cesiu stau dispuși în zona centrală a cristalului. Acest model este comun și pentru CsBr și CsI, dar și pentru mulți alți compuși ce nu conțin cesiu. În contrast, mulți alți compuși halogenați ale metalelor alcaline adoptă structura cubică a sării de bucătărie (NaCl). Totuși, structura clorurii de cesiu este cea preferată de cesiu, deoarece Cs+ are o rază atomică 174 pm și Cl- de 181 pm.

#### Oxizi

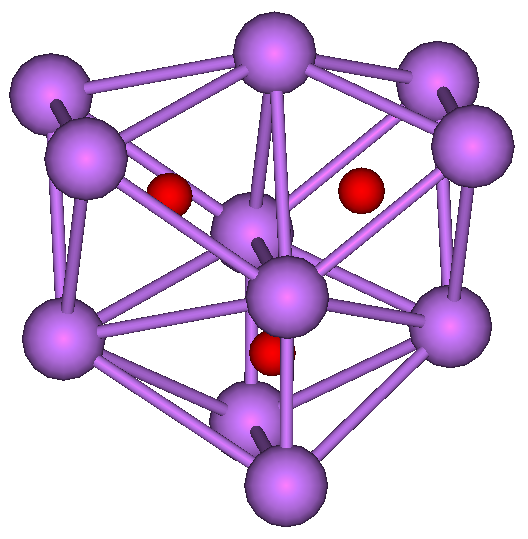
Structura Cs_{11}O_{3}

Mai des decât celelalte metale alcaline, cesiul poate forma numeroși compuși binari cu oxigenul. De exemplu, când cesiul arde în aer, se formează superoxidul CsO2. Oxidul de cesiu „normal” (Cs2O), la care starea de oxidare este cea obișnuită pentru metalele alcaline (egală cu 1), formează cristale hexagonale de culoare galben-portocalie  și este singurul oxid de tipul anti-clorură de cadmiu (CdCl2). Oxidul se vaporizează la 250 °C iar la temperaturi mai mari de 400 °C se descompune în cesiu metalic și peroxid de cesiu (Cs2O2). În afară de superoxidul și trioxidul de cesiu (CsO3), au fost studiați și alți suboxizi viu culorați. Printre aceștia se numără Cs7O, Cs4O, Cs11O3 și Cs3O (negru-verzui ), CsO, Cs3O2, precum și Cs7O2. Cel din urmă poate fi încălzit sub vid pentru a genera Cs2O. Sunt cunoscuți, de asemenea, și compuși ai cesiului cu sulful, seleniul și telurul, dar sunt foarte puțin studiați și nu există date referitoare la aceștia.

### Izotopi
În total, se cunosc 39 de izotopi de cesiu ce oscilează între valorile de 112 și 151 în masa atomică. Câteva dintre aceștia pot fi sintetizați cu ajutorul elementelor mai ușoare; în natură, aceste reacții au loc și în timpul procedeelor din interiorul stelelor bătrâne, precum și în interiorul supernovelor. Totuși, singurul izotop stabil este 133Cs, ce are 78 de neutroni. Deși acesta are un spin nuclear ridicat (7/2+), studiile rezonanței magnetice nucleare pot fi făcute la o frecvență de rezonanță de 11,7 MHz.

Descompunerea cesiu-137

Izotopul radioactiv 135Cs are un timp de înjumătățire de aproximativ 2,3 milioane de ani, în timp ce izotopii 137Cs și 134Cs au un timp de înjumătățire de 30 și respectiv 2 ani. 137Cs se descompune în izotopul cu viață scurtă 137mBa prin radiații beta, iar cel din urmă ajunge la forma non-radioactivă cunoscută de bariu. În acest timp, 134Cs se transformă în 134Ba în mod direct. Izotopii de cesiu cu numerele de masă 129, 131, 132 și 136 au un timp de înjumătățire cuprins între o zi și două săptămâni, în timp ce alți izotopi au timpuri de înjumătățire cuprinse între o fracțiune de secundă și o secundă. Însă, mai sunt cunoscuți cel puțin 21 de izomeri nucleari metastabili. În afară de  134mCs (cu un timp de înjumătățire de doar o oră), toți sunt foarte instabili, cu timpi de jumătățire de aproximativ câteva minute sau chiar mai puțin.
Izotopul 135Cs este unul dintre produșii de fisiune a uraniului ce se poate forma în reactori nucleari. Totuși, produsul de fisiune este redus în majoritatea reactorilor datorită 135Xe, o adevărată „otravă” pentru neutroni, și se transformă în 136Xe înainte de dezintegrarea ce are ca produs 135Cs.
Datorită descompunerii sale în urma cărora se obține 137mBa, izotopul 137Cs este un puternic emițător de radiații gama. Timpul său de înjumătățire acesta este principalul produs de fisiune cu viață medie (un alt exemplu de acest fel este 90Sr). De exmplu, 137Cs și 90Sr generează cea mai mare sursă radioactivă din zona Cernobîlului. Este puțin probabil ca 137Cs să poată fi creat prin captură nucleară (datorită ratei de captură mici), iar ca rezultat nu trebuie să fie dezintegrat.
Aproape tot cesiul produs prin fisiune nucleară provine prin dezintegrarea beta a produșilor de fisiune mai bogați în neutroni, printre care se numără și izotopii iodului și ai xenonului. Din cauza faptului că iodul și xenonul sunt volatili și difuzează prin intermediul combustibilului nuclear și al aerului, cesiul radioactiv este creat, de obicei, la o anumită depărtare de locul fisiunii. Odată cu începutul testării armelor nucleare din jurul anului 1945, cantități de 137Cs au fost emise în atmosferă, iar acestea au revenit pe suprafața Terrei prin precipități radioactive.

### Abundență naturală

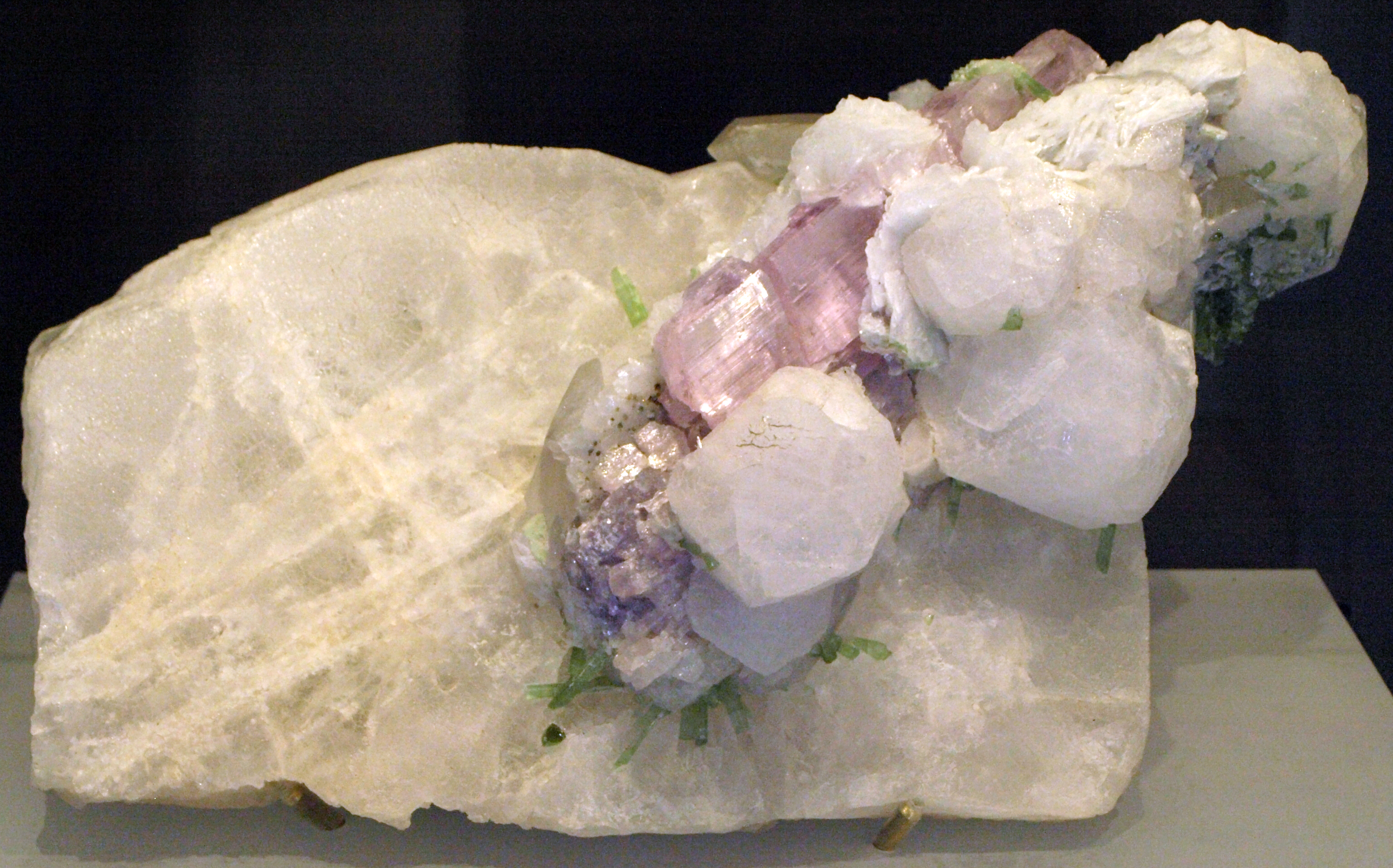
Polucitul, un mineral de cesiu

Cesiul este un element relativ rar în natură, iar măsurătorile determinate au estimat concentrația sa la aproximativ 3 părți per milion din crusta Pământului. Această răspândire îi atribuie cesiului locul 45 între elementele chimice din punctul de vedere al prezenței sale în natură, și locul 36 printre metale. Cu toate acestea, cesiul este mai abundent decât elemente ca stibiul, cadmiul, staniul și wolframul, și mult mai abundent decât mercurul și argintul, care au o importanță majoră în industrie. Însă, cesiul este cu 30 de ori mai rar decât rubidiul, cu care împarte proprietăți chimice similare și se află deasupra cesiului în Sistemul Periodic.
Datorită mărimii razei sale ionice, cesiul este unul dintre așa-zisele "elemente incompatibile". În timpul solidificării magmei, cesiul este concentrat în fază lichidă, așa că este printre ultimele ce  cristalizează. Prin urmare, cele mai mari depozite ale elementului sunt pegmatitele. Din cauza faptului că cesiul nu este un substituent așa puternic și nu substituie potasiul așa de repede cum face rubidiul, mineralele evaporitice silvină (KCl) și carnalit  (KMgCl3•6H2O) conțin numai 0,002 % cesiu. Cesiul se găsește în puține minerale. Mici cantități de cesiu pot apărea în beril ((Be
3Al
2(SiO
3)
6), în avogadrit ((K,Cs)BF
4), mai mult de 15 wt% Cs2O în pezotait, Cs(Be2Li)Al2Si6O18), mai mult de 8,4 wt% Cs2O în mineralul rar londonit ((Cs,K)Al
4Be
4(B,Be)
12O
28), și cantități foarte mici în rodizit. Cel mai important mineral ce conține cesiu este polucitul Cs(AlSi
2O
6), ce se formează în câteva zone cu pegmatite din lume, unde poate fi asociat cu minerale conținătoare de litiu, cum ar fi lepidolitul și petalitu.
Una dintre cele mai semnificative și bogate surse de concentrare a metalului este Mina Tanco, situată lângă Lacul Bernic din Manitoba, Canada. Se crede că depozitele de aici conțin aproximativ 350.000 tone metrice de minereu de polucit, reprezentând două treimi din rezervele mondiale. Deși procentul stoichiometric al cesiului din polucit este 42,6 %, mostrele pure a acestui mineral din Mina Tanco conțin doar 34 % cesiu, iar media este de 24 wt%. Polucitul comercial conține doar 19% cesiu. Depozitele de pegmatite din zona Bikita din Zimbabwe sunt exploatate pentru a scoate la suprafață petalitul, însă aici se găsesc și cantități semnificative de polucit. Totodată, cantități notabile de polucit mai sunt extrase și în Deșertul Karibib, din Namibia. Luând în considerare rata extracției la nivel mondial și a producției de cesiu (de aproximativ 5 spre 10 tone metrice pe an), aceste rezerve se vor termina peste mii de ani.

## Producție
Exploatarea rezervelor de polucit este un procedeu selectiv și se face la scară redusă, în ciuda principalelor procedee de obținere a metalelor. Minereul este sfărâmat și sortat manual, iar apoi cesiul este extras prin trei metode: asimilarea cu acid, descompunerea alcalină și reducerea directă.
În timpul asimilării cu acid, roca este dizolvată cu acizi puternici, printre care se numără și acidul clorhidric (HCl), acidul sulfuric (H
2SO
4), acidul bromhidric (HBr) și acidul fluorhidric (HF). Prin reacția cu acidul clorhidric, se produc câteva cloruri, printre care se numără și o clorură dublă insolubile ce precipită sub formă de clorură de stibiu și cesiu  (Cs
4SbCl
7), ori clorură de cesiu și iod (Cs
2ICl), sau hexaclorocerat de cesiu (Cs
2(CeCl
6)). După separare, precipitatele pure sunt descompuse, iar, după evaporarea apei existente, se obține clorura de cesiu. Dacă se folosește metoda cu acid sulfuric, atunci în urma reacției rezultă direct alaun de cesiu și aluminiu (CsAl(SO
4)
2•12H
2O). Sulfatul de aluminiu din alaun este convertit prin prăjire cu carbon în oxid de aluminiu insolubil , iar produsul este levigat cu apă pentru a rezulta o soluție de Cs
2SO
4.
Prăjirea polucitului cu carbonat de calciu și clorură de calciu produce silicați de calciu insolubili și clorură de cesiu solubilă. Levigarea cu apă  sau cu amoniac diluat (NH
4OH) produce o soluție de clorură de cesiu. Această soluție poate fi evaporată pentru a se obține clorura de cesiu. Cesiul ar putea fi produs direct prin reducerea minereurilor cu potasiu, sodiu sau calciu în vid, dar această metodă nu este folosită.
Majoritatea cesiului aflat în minereuri (sub formă de săruri) este convertit direct în fromatul de cesiu (HCOO−Cs+), ce are anumite aplicații în uleiurile pentru forări. Pentru a suplimenta dezvoltarea pe piață, compania Cabot Corporation a construit o fabrică în 1997 la Mina Tanco din Manitoba, Canada, cu o capacitate de 12 000 de barili (1,900 m3) de format de cesiu pe an. Compușii primari comerciali ai cesiului pe scară redusă sunt clorura și azotatul de cesiu.
Alternativ, cesiul metalic poate fi obținut prin purificarea compușilor derivați din minereu. Clorura de cesiu și respectiv clorurile halogenilor pot fi reduse la 700-800 °C cu calciu sau cu bariu, după care rezultă distilarea cesiului metalic. În același mod, aluminatul, carbonatul și hidroxidul de cesiu pot fi reduși cu magneziu. Totodată, metalul poate fi izolat prin electroliza cianurii de cesiu (CsCN) în topitură. Cesiul foarte pur mai poate fi obținut prin descompunerea termic la 390 °C a nitrurii de cesiu CsN
3, ce se produce prin reacția dintre sulfat de cesiu și nitrură de bariu. În vid, dicromatul de cesiu poate reacționa cu zirconiul formând cesiu metalic pur fără alți produși gazoși.
Cs
2Cr
2O
7 + 2 Zr → 2 Cs + 2 ZrO
2+ Cr
2O
3
Prețul cesiului de puritate 99,8% în 2009 era de aproximativ 10 dolari pe gram, însă, prețurile compușilor de cesiu sunt vizibil mai ieftine.

## Aplicații

### Forări petroliere
Cea mai modernă și largă utilizare a cesiului non-radioactiv este pentru crearea formatului numit format de cesiu, ce este un ulei de bază pentru forare. Soluțiile apoase de format de cesiu (HCOO–Cs+) — ce pot fi făcute prin reacția dintre hidroxidul de cesiu și acidul formic — au început să fie folosite ca uleiuri pentru forat încă din preajma anilor 1990. Funcția formatului de cesiu folosit ca ulei de forat este de a lubrifia burghiele pentru găurire, pentru a ajuta ca roca să fie taiată mai ușor și de a menține presiunea exercitată din timpul forării sondelor petroliere.
Densitatea ridicată a saramurilor ce conțin formatul de cesiu (mai mare de 2,3 g/cm3), în care se pot regăsi și resturi ale altor compuși de cesiu, reduce toxicitatea solidelor cu densitate mare aflate în uleiul de forare. Acest aspect constituie un avantaj din punct de vedere tehnologic, ingineresc și natural. Spre deosebire de majoritatea componenților din lichizii grei, formatul de cesiu nu dăunează mediului natural. Saramurile de format de cesiu pot fi amestecate formații de potasiu și sodiu pentru ca densitatea să scadă, devenind astfel mai ușoare decât apa (1 g/cm3). În plus, acestea sunt biodegradabile și nerecuperabile, dar pot fi reciclate întrucât sunt relativ scumpe (aproximativ 4.000 USD per baril). Formații alcalini nu sunt periculoși și nu dăunează produsului finit, astfel metalele nu sunt supuse coroziunii.

### Generator de energie și putere
Generatoarele termoionice cu vapori de cesiu sunt generatoare cu putere slabă ce convertesc energia termică în energie electrică. În tuburile cu vid cu doi electrozi (ce au rolul de convertor), cesiul neutralizează spațiul de încărcare ce se adună în jurul catodului, iar în aceste fel se îmbunătățește fluxul de electroni emiși.
Cesiul mai este important și pentru proprietățile sale foto-emisive, prin care energia luminii este convertită în curent electric. Mai este folosit și în panourile solare, deoarece catozii pe bază de cesiu, cum ar fi cel din K
2CsSb, au o tensiune de prag pentru emisia electronilor foarte redusă. Prin dispozitivele foto-emisive pe bază de cesiu menționăm aparatele pentru recunoașterea optică a caracterelor, fotomultiplicatorii și camere video (mai exact, tubul de la acestea). În ciuda acestor fapte, elementele precum germaniul, rubidiul, seleniul, siliciul, telurul și altele pot substitui cesiul din materialele fotosensibile.
Cristalele iodurii de cesiu (CsI), bromurii de cesiu (CsBr) ȘI fluorurii de cesiu (CsF) sunt folosite în scinilatoare pentru exploatarea minieră și pentru cercetarea particulelor fizice, deoarece sunt adaptate pentru detectarea radiațiilor gama și a razelor X. Fiind un element mai greu, cesiul asigură o bună detectare a acestora. 
Vaporii de cesiu sunt larg utilizați în magnetometre. Elementul mai este folosit și ca standard intern în spectrofotometrie. Ca și toate metalele alcaline, cesiul are o oarecare afinitate pentru oxigen și este utilizat ca "getter" (reproducător) în tuburile cu vid. Printre alte utilizări ale metalului mai trebuie menționate aplicațiile în laserele de mare energie, în lămpile fluorescente și în redresoarele cu vapori.

### Fluidele de centrifugare
Datorită densității lor foarte ridicate, soluțiile de clorură de cesiu (CsCl), sulfat de cesiu (Cs
2SO
4) și acid trifluoroacetic (Cs(O
2CCF
3)) sunt larg utilizate în biologia moleculară.  Această tehnologie este utilizată, în primul rând, la izolarea particulelor virale, organitelor sub-celulare și a acizilor nucleici din mostrele biologice.

### Utilizări chimice și medicale

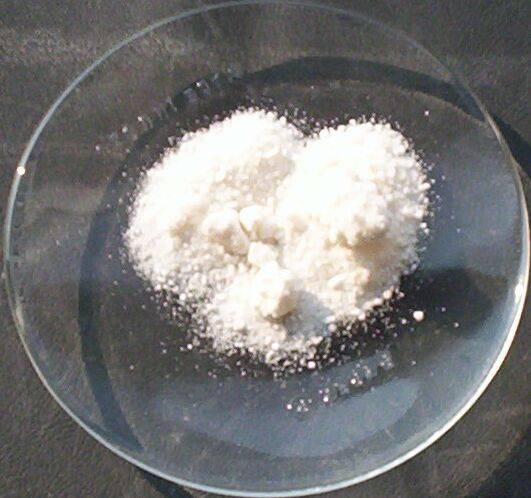
O mostră de clorură de cesiu pe o sticlă de ceas

Există câteva utilizări chimice ale cesiului.  Doparea cu compuși ai cesiului este folosită pentru a spori eficiența electrică a mai multor metale sau catalizatori folosiți în producția chimicalelor ca acidul acrilic, antrachinona, oxidul de etilenă, metanolul, anhidrida ftalică, stirenul, metacrilatul de metil și alte olefine. Cesiul mai este folosit și în procedeul de obținere a acidului sulfuric, în timpul conversiei catalitice a dioxidului de sulf la trioxid de sulf.  Totodată, cesiul metalic este folosit și la purificarea dioxidului de carbon.
Fluorura de cesiu are utilizări în chimia organică , fiind o bază, sau ca sursă anhidră de ioni de fluorură. Adesea, sărurile de cesiu înlocuiesc sărurile de potasiu sau sodiu în sinteza organică.

### Aplicațiile nucleare și aplicațiile izotopilor
Cesiu-137 este un radioizotop comun al cesiului folosit ca sursă de raze gama în industrie. Acesta este avantajos datorită timpului de înjumătățire de aproximativ 30 de ani și pentru că poate fi fabricat în urma unui ciclu nuclear, având ca produs de dezintegrare izotopul stabil 137Ba. Însă, datorită solubilității mari în apă, acesta are și dezavantajul de a fi incompatibil cu iradierea produselor alimentare și a consumabilelor medicale. Izotopul a mai fost folosit în agricultură, tratamentul cancerului, la sterilizarea mâncării, la nămolurile pentru epurare și în echipamentul chirurgical. Izotopii radioactivi ai cesiului au mai fost folosiți în radioterapie pentru a trata diferite tipuri de cancer, dar apariția unor alternative mai bune, precum și utilizarea clorurii de cesiu solubile în apă, ce crea contaminări, a dus treptat la scoaterea lor din uz. Cesiu-137 a fost utilizat în diferite tipuri de măsurare industriale, printre care se numără măsurarea umidității, densității și a grosimii. A fost folosit, de asemenea, în aparatele pentru diagrafie pentru măsurarea densității unei roci.
Izotopul cesiu-137 a mai fost folosit în studiile hidrologice, similare cu cele în care se folosea tritiu, fiind un produs de fisiune nucleară. Odată cu începerea testelor nucleare din 1945 (ce au durat până în anii 1980), mari cantități ale izotopului au fost eliberate în atmosferă, unde au fost absorbite sub formă de soluție.
Cesiu-134 și cesiu-135 au fost utilizați în hidrologie ca măsurători pentru producția de cesiu provenită din industria nucleară. Deși sunt mai puțin răspândiți decât cesiu-133 sau cesiu-137, aceștia au avantajul că pot fi produși numai din surse antropogenice.

## Hazard

Proporția doze totale de radiații (în aer) după accidentul nuclear de la Cernobîl, descriind izotopul cesiu-137 ca fiind cea mai mare sursă de radiații la 200 după accident.

Deși riscul intrării în contact cu compuși ai cesiului în cursul vieții este redus pentru majoritatea oamenilor,  aceștia sunt relativ toxici datorită asemănării cesiului cu potasiul. Contactul de largă durată cu compușii cesiului poate cauza iritabilitate și spasme, dar astfel de substanțe nu vor fi găsite în natură, iar cesiul nu este un poluant chimic major. Valoarea dozei letale medii a clorurii de cesiu pentru șoareci este 2,3 g per kilogram, ce este simțitor mai mică decât cea pentru clorura de potasiu sau clorura de sodiu.
| NFPA 704                             |
| ------------------------------------ |
| 3 2 W                                |
| Codul NFPA 704 pentru cesiul metalic |

Cesiul este unul dintre cele mai reactive elemente și este foarte exploziv când reacționează cu apa. Hidrogenul gazos produs în urma reacției este încălzit de către energia termică ce provine din aceasta și poate cauza aprindere și explozie violentă. Această manifestare apare și la celelalte metale alcaline, dar cesiul este atât de reactiv, încât această reacție are loc chiar și cu apă foarte rece. Metalul este foarte piroforic, și se aprinde spontan în aer producând hidroxid de cesiu și alți oxizi. Hidroxidul său este o bază foarte puternică, ce poate coroda chiar și sticla.
Izotopii cesiu-134 și cesiu-137 (prezenți și în cantități mici în biosferă, în locurile unde au avut loc scurgeri radioactive)  reprezintă o adevărată povară radioactivă. Cesiul radioactiv nu se acumulează în corp la fel de eficient ca alți produși de fisiune (ca de exemplu iodul sau stronțiul radioactiv). Ca și în cazul altor metale alcaline, cesiul radioactiv iese din corp relativ repede, prin transpirație și urină. Totuși, cesiul radioactiv este similar potasiului și tinde să se acumuleze în țesuturile plantelor, adică în fructe și legume. Se mai cunoaște că ciupercile ce provin din pădurile contaminate acumulează cesiu radioactiv (cesiu-137) în pălaria lor. Acumularea izotopului cesiu-137 în lacuri a reprezentat prima mare îngrijorare de după dezastrul de la Cernobîl. Experimentele făcute pe câini au arătat că o singură doză de 3,8 mCi (140 MBq, 4,1 μg de cesiu-137) per kilogram este letală în trei săptămâni; cantități mai mici pot cauza infertilitate și cancer. Agenția Internațională pentru Energie Atomică a atenționat că materiale radioactive, printre care și cesiu-137, pot fi folosite în dispozitivele de dispersie radiologică, sau în „bombe murdare”.